# Georges Hébert
Pour les articles homonymes, voir Hébert.
Georges Hébert, né le 27 avril 1875 à Paris 5e et mort le 2 août 1957 à Tourgéville, est un officier de marine et éducateur français promoteur d’une méthode d’éducation physique naturelle, l’hébertisme, opposée à la gymnastique suédoise et à la spécialisation sportive. Il est le créateur du parcours du combattant.

## Biographie
Né à Paris le 27 avril 1875, Georges Hébert intègre l'École navale en 1893 avec Nicolas Benoit (qui fondera en 1911 les Éclaireurs de France), puis comme lieutenant de vaisseau, parcourt le monde à bord des derniers grands voiliers de la Marine nationale. Le 8 mai 1902, il est le témoin impuissant de l'éruption de la Montagne Pelée depuis le croiseur D'Estrées en rade de Saint-Pierre, éruption qui détruira entièrement la ville, faisant près de 30 000 morts.
Il participera au secours de 700 personnes. Déjà sensible aux questions de l'éducation physique, il constate alors que seuls les êtres forts physiquement mais également moralement ont réellement été aptes à porter secours. Ce sera la naissance de sa vocation : repenser l'éducation physique, tâche à laquelle il consacrera toute sa vie. 
De retour en France, il soumet un plan de réforme à la Marine Nationale qui l'affecte alors à l'École des fusiliers marins à Lorient. 
Il bouleverse entièrement l'enseignement et très rapidement, les résultats se font sentir. La Marine adopte en 1909 la Méthode de Georges Hébert, qu'il avait nommée « Méthode naturelle ».   

### Carrière militaire
- Entre dans la Marine en 1893 et aspirant le 5 octobre 1896, port de Cherbourg.

1er janvier sur le croiseur Dubourdieu, division navale de l'Atlantique (Cdt Joseph Bonnin de Fraysseix).
- Enseigne de vaisseau le 5 octobre 1898. Officier breveté fusilier.

|  |

- 1901, 1902, sur le croiseur D'Estrées, division navale de l'Atlantique (Cdt Marie de Ramey de Sugny).
- 1903, en résidence à Cherbourg.
- 1904, officier adjoint à l'officier chargé de l'école de gymnastique et d'escrime, École des fusiliers marins à Lorient. Officier breveté fusilier et gymnaste.
- 1906, chargé de l'instruction de la gymnastique à l'École des fusiliers marins à Lorient.
- Lieutenant de vaisseau le 16 mai 1907.

|  |

- 1909, 1914, chargé de l'instruction de la gymnastique à l'École des fusiliers marins.
- Le 1er avril 1913, détaché en congé sans solde et hors cadre à la société des anciens établissements Panhard et Levassor, à Paris.
- Le 14 octobre 1914, capitaine de la 8e compagnie du 2e bataillon du 2e régiment de fusiliers marins.

Il est blessé au cours des combats,.
- 1917, 1918, port Cherbourg[4].

### L'éducation physique et le sport

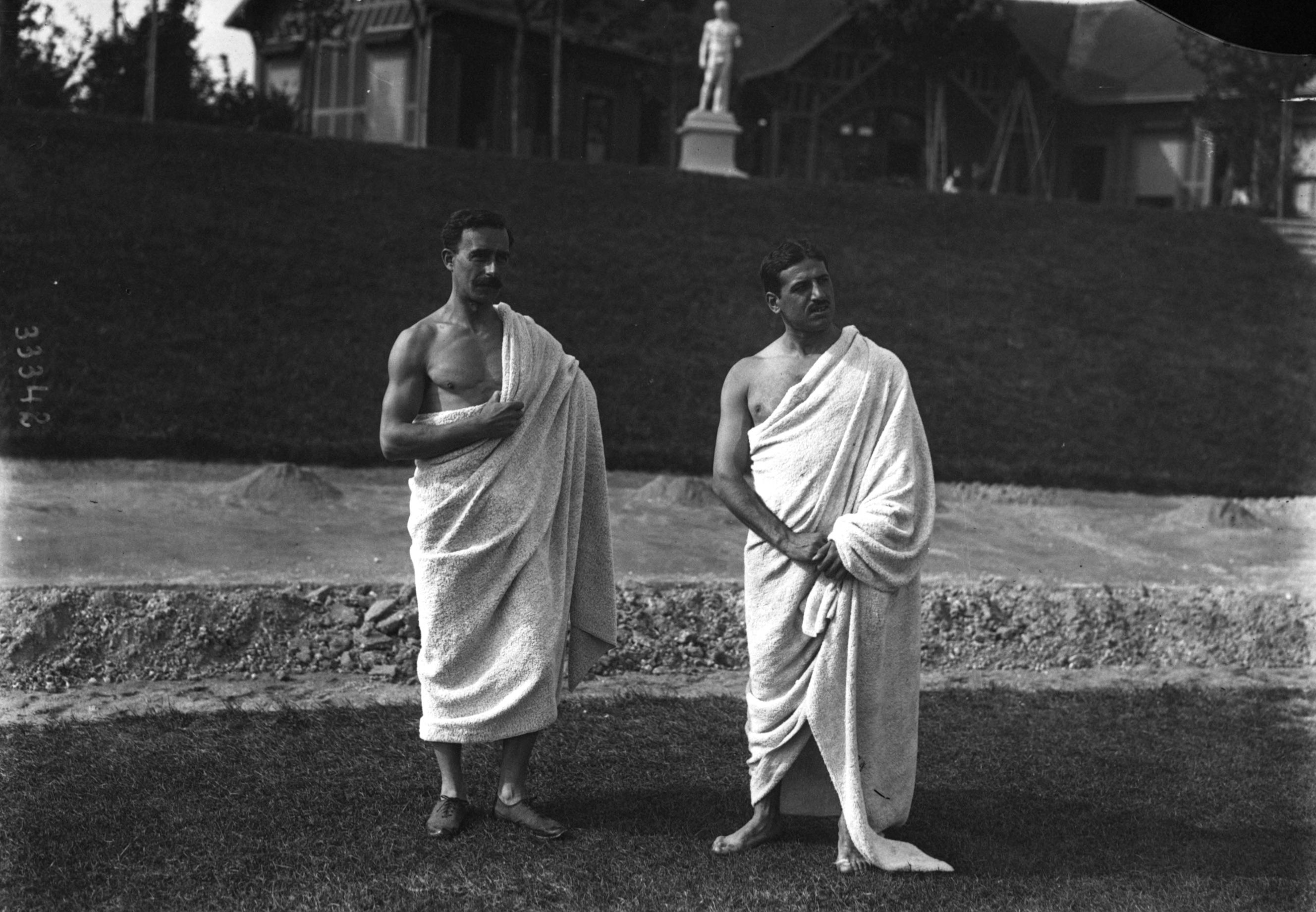
Reims, Collège d'athlètes du parc de Champagne, Jean Bouin et Georges Hébert à gauche, 1913.

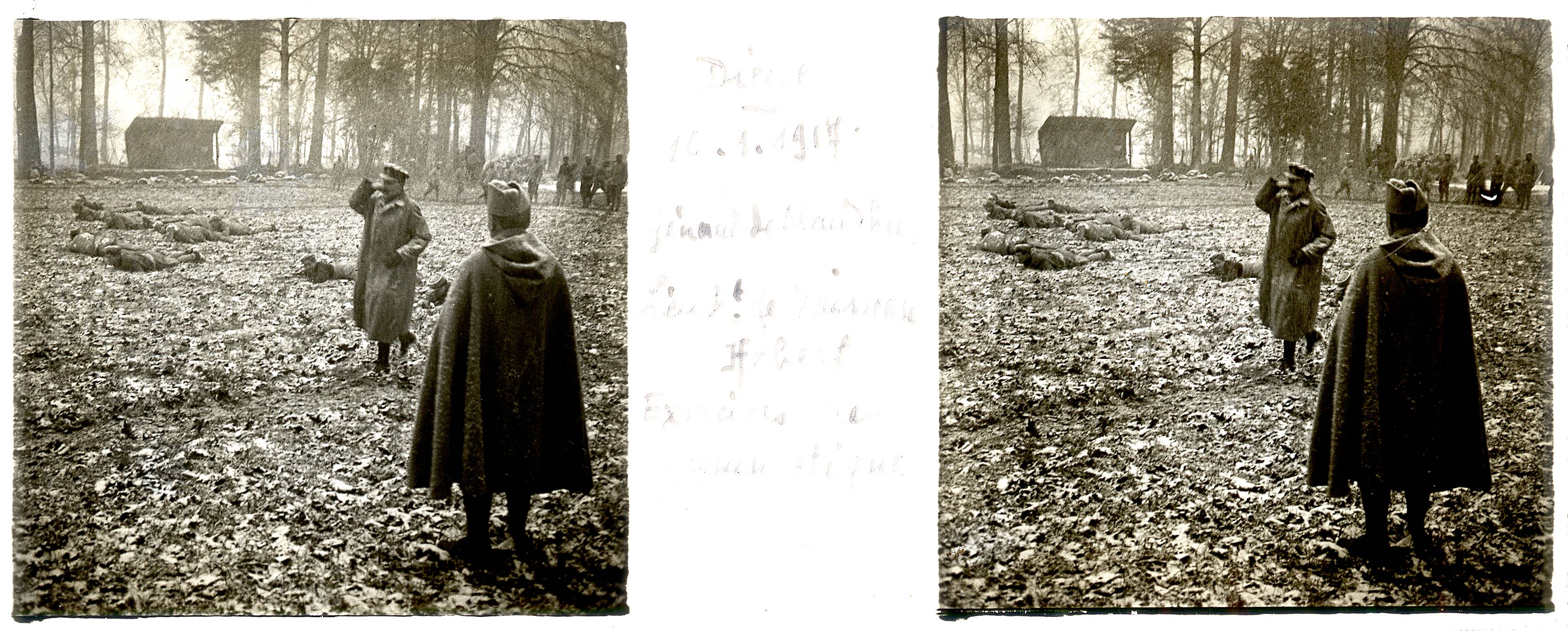
Exercices de gymnastique dans un sous-bois près de Dieue-sur-Meuse le 16 janvier 1917 dirigés par le général Maudhuy et le lieutenant de Vaisseau Hébert visibles au premier plan. Archives municipales de Toulouse.

Influencé par son contemporain le docteur Paul Carton, il tire de l'observation des activités courantes des indigènes et des marins des conclusions sur l'entraînement et l'entretien physique militaire qu'il met en œuvre dès 1904 à l'École des fusiliers-marins de Lorient. Il présente en 1910 au ministère de la Marine un mémoire qui lui vaut d'être nommé directeur des exercices physiques dans la marine. 
Il publie alors plusieurs ouvrages techniques relatifs à l'éducation physique militaire.
En 1913, un congrès international d'éducation physique est organisé à Paris. La marine y présente la « Méthode naturelle » de Georges Hébert qui y remporte un très vif succès. La Méthode naturelle est plébiscitée par le public et la presse. Georges Hébert accepte en 1913 la direction technique du collège d'athlètes de Reims, construit par le marquis Melchior de Polignac, membre du comité international olympique, pour promouvoir la propagation de sa méthode puis assurer la préparation des Jeux de la VIe Olympiade prévus à Berlin en 1916. Cet établissement, où il accueille Georges Demeny pour la partie scientifique, participe au rayonnement de la méthode dans le monde entier. Il sera détruit dès le début de la guerre en octobre 1914, alors qu'Hébert, à la tête d'une compagnie de fusiliers-marins, est grièvement blessé à la bataille de Dixmude, Bataille où les troupes, entraînées selon la méthode naturelle, s'illustreront de manière remarquée. 
L'armée, faisant le constat de la supériorité de la Méthode, fait alors appel à Georges Hébert, non encore guéri et invalide d'un bras à la suite de ses blessures. Elle le charge de l'entraînement des troupes d'assaut de progressivement toutes les armées. Il crée alors un parcours d'obstacles, mondialement connu sous le terme de Parcours du combattant.
Après la guerre de 1914, il se consacre à l'éducation physique civile et plus particulièrement féminine en ouvrant un établissement spécifique, la Palestra de Deauville. Inquiet des aspects pris par la spécialisation sportive, il publie en 1925 un ouvrage, Le sport contre l'éducation physique, où il en dénonce les principales dérives. Il définit le sport comme « tout genre d'exercice ou d'activité physique ayant pour but la réalisation d'une performance et dont l'exécution repose essentiellement sur l'idée de lutte contre un élément défini, une distance, un danger, un animal, un adversaire [...] et par extension contre soi-même ».
En 1930, un mécène lui offre un trois-mâts goélette, l'Alcyon. Georges Hébert fonde alors, à bord de ce dernier, la première école nautique féminine au monde.
Il écrit ensuite des ouvrages où il décrit avec précision sa méthode. Comme Pierre de Coubertin, l'antiquité grecque l’attire par la grandeur et la grâce de ses exemples. « Ιl y trouve souvent une inspiration, des modèles, l’union traditionnelle de la gymnastique et de l’esthétique ». En 1940, le Gouvernement de Vichy, auquel Georges Hébert refuse de participer, déclare néanmoins la « Méthode naturelle » comme « Méthode nationale » et en fait un élément du relèvement physique et moral du pays.
En 1955, pour rendre hommage à Georges Hébert, a lieu aux arènes de Lutèce de Paris une cérémonie et une démonstration pour le cinquantenaire de la Méthode.
Très diminué physiquement par les séquelles de ses blessures, il meurt le 2 août 1957, laissant une abondante littérature.

## Ouvrages publiés
- L’Éducation physique raisonnée, 1907
- Guide pratique d'éducation physique, 1910
- Le Code de la force. La Force physique, ses éléments constitutifs et sa mesure pratique, 1911
- L’Éducation physique ou l'entraînement complet par la méthode naturelle, 1912
- La Culture virile et les devoirs physiques de l'officier combattant, 1913
- Ma Leçon-type de natation, 1914
- Ma Leçon-type d'entraînement complet et utilitaire, 1915
- L’Entraînement physique complet par la méthode naturelle. Guide abrégé du moniteur chargé de l'entraînement dans les écoles, les sociétés de sport et de gymnastique, et en général dans les groupements de toutes sortes d'enfants ou d'adultes, 1918
- L’Éducation physique féminine. Muscle et Beauté plastique, 1919
- Le Sport contre l'éducation physique, 1925
- L’Éducation physique, virile et morale par la méthode naturelle, 4 vol., 1936-1959

IV : Technique des exercices . Fascicule 1 : Lever. Fascicule 2: Lancer. Fascicule 3: Défense
- Une œuvre féconde et de haute portée sociale : les Champs d'ébats, centres de régénération physique, virile et morale, 1944

## Reconnaissance et notoriété
Le capitaine Georges Hébert est :
- Chevalier de la Légion d'honneur  1911
- Officier de l'ordre des Palmes académiques Officier d'académie 1914
- Croix de guerre 1914-1918
- Commandeur de la Légion d'honneur 1955[8] Bien que son action demeure critiquée ou combattue par les pouvoirs publics, il est promu commandeur de la Légion d'honneur

Son nom a été donné à des installations sportives : le stade municipal de Deauville, ou encore un complexe sportif du nord de Reims. Il reste attaché à un type d'installation sportive de plein air : le « parcours Hébert ».

## Sources et références
1. ↑  Archives de l'état civil de Paris en ligne, acte de naissance no 5/971/1875 ; avec mention marginale du décès
2. ↑  Charles Le Goffic, Dixmude. Un chapitre de l’histoire des fusiliers marins (7 octobre – 10 novembre 1914), Paris, Librairie Plon, 1915, p. 89 à 91
3. ↑  « Lors de l'attaque de Beerst le 19 octobre 1914, la 8e compagnie du Lt de vaisseau Hébert est envoyée à la rescousse des 5e et 6e compagnies en difficulté, leurs chefs hors de combat : « Le lieutenant de vaisseau Hébert, alors âgé de près de quarante ans, est célèbre dans toute la Brigade et même dans toute la Marine. C'est lui qui s'est fait le pionnier de l'éducation physique militaire. Toute l'armée a repris ses mots d'ordre, dont le plus célèbre claque comme un défi : « Soyons forts ! Les faibles sont des inutiles ou des lâches ! ». C'est dire à quel rythme d'enfer il mène sa 8e compagnie. Tous les gradés sont formés à son image. Accrocheurs, méprisants du danger et d'un courage qui tourne au fanatisme. Où personne ne peut passer, la compagnie Hébert passera… Il n'y a plus d'espoir pour le lieutenant de vaisseau Hébert, qui vient de perdre, en quelques minutes, ses trois chefs de section. Il ordonne le repli. Ses hommes se glissent hors de la ferme. Soudain, le célèbre gymnaste ressent une douleur terrible au bras gauche. Une balle vient de le déchirer du coude au poignet. Puis un choc à la poitrine. Est-il touché en plein cœur ? Une autre balle a traversé son bloc-notes, son manuel d'officier en campagne et s'est arrêtée sur son portefeuille. Ses hommes l'emportent vers l'arrière, son bras gauche inerte, mais sa main encore crispée sur la crosse de son revolver. Hébert hors de combat à son tour, c'est l'attaque sur Beerst qui s'enlise à nouveau sur tout le front tenu par le bataillon Pugliesi-Conti. » », extrait de La Bataille de l'Yser de Jean Mabire.
4. ↑  Officier parmi tant d'autres.
5. ↑  Sylvain Villaret et Jean-Michel Delaplace, « La Méthode Naturelle de Georges Hébert ou « l'école naturiste » en éducation physique (1900-1939) », Staps, vol. 63, no 1,‎ 2004, p. 29-44 (ISSN 0247-106X, DOI 10.3917/sta.063.0029)
6. ↑  Pierre Philippe-Meden, « Les Palestres hébertistes », Gazette Pierre de Coubertin, Paris, Comité Français Pierre de Coubertin,‎ 2014, p. 16-17 (lire en ligne)
7. ↑  Α. Coche, Manuel de Pédagogie Appliquée à l’Éducation Physique,‎ 1940, p. 295
8. ↑  « la vie de Georges Hébert | Hebertisme- Méthode naturelle »(Archive.org • Wikiwix • Archive.is • Google • Que faire ?), sur Hebertisme (consulté le 9 avril 2021)